# Heriades binghami
Heriades binghami là một loài Hymenoptera trong họ Megachilidae. Loài này được Dover mô tả khoa học năm 1925.